# سلیمان دومبیا
سلیمان دومبیا (انگلیسی: Souleyman Doumbia؛ زادهٔ ۲۴ سپتامبر ۱۹۹۶) بازیکن فوتبال اهل فرانسه است.
از باشگاه‌هایی که در آن بازی کرده‌است می‌توان به باشگاه فوتبال رن، باشگاه فوتبال باری، و باشگاه فوتبال آنژه اشاره کرد.
وی همچنین در تیم‌های ملی فوتبال Ivory Coast national under-20 football team, Ivory Coast national under-23 football team، و ساحل عاج بازی کرده‌است.